# Aleksandrovac (Žabari)
Aleksandrovac (Žabari) (em cirílico: Александровац) é uma vila da Sérvia localizada no município de Žabari, pertencente ao distrito de Braničevo, na região de Braničevo. A sua população era de 1382 habitantes segundo o censo de 2002.

## Demografia
| 1948  | 1953  | 1961  | 1971  | 1981  | 1991  | 2002  | 2011  |
| ----- | ----- | ----- | ----- | ----- | ----- | ----- | ----- |
| 2 855 | 2 906 | 2 731 | 2 377 | 2 220 | 1 956 | 1 546 | 1 382 |